# Catephia susanae
Catephia susanae är en fjärilsart som beskrevs av Holloway 1976. Catephia susanae ingår i släktet Catephia och familjen nattflyn. Inga underarter finns listade i Catalogue of Life.